# カイオ・ルーカス・フェルナンデス
カイオ・ルーカス・フェルナンデス（Caio Lucas Fernandes、1994年4月19日 - ）は、ブラジル・サンパウロ出身のサッカー選手。UAEプロリーグ・シャールジャFC所属。ポジションはミッドフィールダー（サイドハーフ）、フォワード（ウイング・セカンドトップ）。

## 来歴

### クラブ歴
2002年、8歳の時に地元のクラブであるSMERボスケ・アラサトゥーバとアメリカSPでサッカーを始めた。2005年から2009年までサンパウロFCのユースチームでプレー。サンパウロFCではアデミウソン、ジョアン・シミッチ、ロドリゴ・カイオ、ルーカス・モウラらとチームメイトだったがプロ契約には至らず、退団。ライバルのサントスFCとSEパルメイラスへの入団テストを受験するも不合格となった。2011年、サッカーを諦めようとしていたとき、両親の強い勧めで千葉国際高等学校のセレクションに合格、友人のブエノと共に日本へ留学した。ブエノとは後に鹿島アントラーズでもチームメイトとなる。
2014年、鹿島アントラーズにC契約で加入し、4月6日のJ1第6節・G大阪戦でプロ初ゴールを挙げた。9月27日の第26節・徳島戦では2得点を挙げ、クラブの高卒シーズン公式戦最多通算得点（7得点目）を更新。12月9日のJリーグアウォーズで外国籍選手としては史上初となるJリーグベストヤングプレーヤー賞を受賞した。
2015年、1stステージはスタメンに定着し出場を重ねた。2ndステージに入り第3節終了後に監督がトニーニョ・セレーゾから石井正忠に交代してからは先発出場の機会こそ減ったもののスーパーサブ的な役割として活躍した。最終的にはリーグ戦32試合に出場し10得点3アシストを記録。自身にとって初のシーズン2桁得点をマークし、チーム内での得点王となった。Jリーグヤマザキナビスコカップ決勝では途中出場から試合を決定付ける3点目を決め3年ぶり6回目の優勝に貢献した。
2016年6月11日、J1リーグファーストステージ第15節の浦和レッズにて2-0で勝利を収めたものの、試合終了後にSNSに人種差別的なコメントが投稿され、それに対してカイオは「差別や偏見を持つ人は可哀想で未熟」とコメントした。
2016年7月2日、UAEのアル・アインFCが3年契約で獲得したことを発表。5日には鹿島からもアル・アインへの完全移籍が発表された。当初は移籍金300万ユーロでのオファーを提示したもの鹿島に拒否され、カイオ自身も鹿島残留の意向を示していたものの、アル・アインは条件を上乗せして再オファーしたとされている。
2019年6月27日、ポルトガルのSLベンフィカへ完全移籍。2023年までの4年契約を結んだ。しかしベンフィカでは出場機会を得ることができず、2020年1月23日には18ヶ月の期限付き移籍でUAEのシャールジャFCに加入した。2021年7月6日にはシャールジャへの完全移籍が決まり、3年契約を結んだ。
2024-25シーズン、リーグ戦全5試合出場で5ゴール3アシストと大活躍し得点ランク首位に並んだ。

### 代表歴
鹿島に在籍していた2015年11月1日、母国で開催される2016年リオデジャネイロオリンピックにU-22日本代表として出場を望んでいることがサンケイスポーツによって報じられた。しかし、2016年のアル・アイン移籍によって日本帰化の可能性は消滅した。
2024年にUAE国籍を取得。2025年3月5日、2026 FIFAワールドカップ・アジア3次予選のイラン戦および北朝鮮戦に向けたUAE代表メンバーに30歳で初招集された。

## プレースタイル
卓越した技術を持つアタッカーである。
得意の切れ味鋭いドリブルはスピードに加え、173cmと小柄ではあるものの相手の接触を弾き返す強靱さも併せ持つ。前述の得点力、テクニックからドリブラーとして注目されることが多いがボールキープしてタメを作ることもできる。

## 個人成績
| 国内大会個人成績 | 国内大会個人成績 | 国内大会個人成績 | 国内大会個人成績 | 国内大会個人成績 | 国内大会個人成績 | 国内大会個人成績 | 国内大会個人成績 | 国内大会個人成績 | 国内大会個人成績   | 国内大会個人成績 | 国内大会個人成績 |
| 年度             | クラブ           | 背番号           | リーグ           | リーグ戦         | リーグ戦         | リーグ杯         | リーグ杯         | オープン杯       | オープン杯         | 期間通算         | 期間通算         |
| 年度             | クラブ           | 背番号           | リーグ           | 出場             | 得点             | 出場             | 得点             | 出場             | 得点               | 出場             | 得点             |
| 日本             | 日本             | 日本             | 日本             | リーグ戦         | リーグ戦         | リーグ杯         | リーグ杯         | 天皇杯           | 天皇杯             | 期間通算         | 期間通算         |
| ---------------- | ---------------- | ---------------- | ---------------- | ---------------- | ---------------- | ---------------- | ---------------- | ---------------- | ------------------ | ---------------- | ---------------- |
| 2014             | 鹿島             | 33               | J1               | 30               | 8                | 6                | 0                | 1                | 1                  | 37               | 9                |
| 2015             | 鹿島             | 7                | J1               | 32               | 10               | 4                | 2                | 0                | 0                  | 36               | 12               |
| 2016             | 鹿島             | 7                | J1               | 16               | 5                | 5                | 1                | -                | -                  | 21               | 6                |
| UAE              | UAE              | UAE              | UAE              | リーグ戦         | リーグ戦         | リーグ杯         | リーグ杯         | オープン杯       | オープン杯         | 期間通算         | 期間通算         |
| 2016-17          | アル・アイン     | 7                | AGL              | 24               | 12               | 5                | 1                | 2                | 0                  | 31               | 13               |
| 2017-18          | アル・アイン     | 7                | AGL              | 19               | 5                | 5                | 4                | 3                | 3                  | 27               | 12               |
| 2018-19          | アル・アイン     | 7                | AGL              | 22               | 7                | 6                | 7                | 1                | 1                  | 29               | 15               |
| 2019-20          | アル・アイン     | 7                | AGL              | -                | -                | -                | -                | -                | -                  | 0                | 0                |
| ポルトガル       | ポルトガル       | ポルトガル       | ポルトガル       | リーグ戦         | リーグ戦         | リーグ杯         | リーグ杯         | ポルトガル杯     | ポルトガル杯       | 期間通算         | 期間通算         |
| 2019-20          | ベンフィカ       | 7                | プリメイラ       | 4                | 1                | 2                | 0                | 2                | 0                  | 8                | 1                |
| UAE              | UAE              | UAE              | UAE              | リーグ戦         | リーグ戦         | リーグ杯         | リーグ杯         | オープン杯       | オープン杯         | 期間通算         | 期間通算         |
| 2019-20          | シャールジャ     | 7                | AGL              | 6                | 2                | 0                | 0                | 2                | 1                  | 8                | 3                |
| 2020-21          | シャールジャ     | 7                | AGL              | 21               | 6                | 2                | 0                | 3                | 1                  | 26               | 7                |
| 2021-22          | シャールジャ     | 7                | AGL              | 20               | 14               | 4                | 1                | 5                | 3                  | 29               | 18               |
| 2022-23          | シャールジャ     | 7                | AGL              | 22               | 9                | 4                | 1                | 4                | 2                  | 30               | 12               |
| 2023-24          | シャールジャ     | 7                | AGL              | 22               | 11               | 2                | 0                | 2                | 1                  | 26               | 12               |
| 通算             | 日本             | 日本             | J1               | 78               | 23               | 15               | 3                | 1                | 1\|\|\|94\|\|27    |                  |                  |
| 通算             | UAE              | UAE              | AGL              | 156              | 66               | 28               | 14               | 22               | 12                 | 206              | 92               |
| 通算             | ポルトガル       | ポルトガル       | プリメイラ       | 4                | 1                | 2                | 0                | 2                | 0\|\|\|8\|\|1      |                  |                  |
| 総通算           | 総通算           | 総通算           | 総通算           | 238              | 90               | 45               | 17               | 25               | 13\|\|\|308\|\|120 |                  |                  |

| 国際大会個人成績 | 国際大会個人成績 | 国際大会個人成績 | 国際大会個人成績 | 国際大会個人成績 | FIFA      | FIFA      |
| 年度             | クラブ           | 背番号           | 出場             | 得点             | 出場      | 得点      |
| AFC              | AFC              | AFC              | ACL              | ACL              | クラブW杯 | クラブW杯 |
| ---------------- | ---------------- | ---------------- | ---------------- | ---------------- | --------- | --------- |
| 2015             | 鹿島             | 7                | 6                | 0                | -         | -         |
| 2016             | アル・アイン     | 7                | 6                | 2                | -         | -         |
| 2017             | アル・アイン     | 7                | 10               | 3                | -         | -         |
| 2018             | アル・アイン     | 7                | 7                | 1                | 4         | 1         |
| 2019             | アル・アイン     | 7                | 3                | 0                | -         | -         |
| UEFA             | UEFA             | UEFA             | UEFA EL          | UEFA EL          | クラブW杯 | クラブW杯 |
| 2019-20          | ベンフィカ       | 7                | 3                | 0                | -         | -         |
| AFC              | AFC              | AFC              | ACL              | ACL              | クラブW杯 | クラブW杯 |
| 2020             | シャールジャ     | 7                | 6                | 2                | -         | -         |
| 2021             | シャールジャ     | 7                | 5                | 1                | -         | -         |
| 2022             | シャールジャ     | 7                | 7                | 2                | -         | -         |
| 2023-24          | シャールジャ     | 7                | 8                | 2                | -         | -         |
| 通算             | AFC              | AFC              | 58               | 13               | 4         | 1         |
| 通算             | UEFA             | UEFA             | 3                | 0                | -         | -         |

出場歴
- Jリーグ初出場 - 2014年3月15日 J1第3節 vsサガン鳥栖（ベストアメニティスタジアム）
- Jリーグ初得点 - 2014年4月6日 J1第6節 vsガンバ大阪（万博記念競技場）

## タイトル

### クラブ
鹿島アントラーズ
- ヤマザキナビスコカップ：1回（2015年）

アル・アイン
- アラビアン・ガルフ・リーグ：1回（2017-18）
- UAEプレジデントカップ：1回（2017-18）

### 個人
- Jリーグベストヤングプレーヤー賞：1回（2014年）
- FIFAクラブワールドカップシルバーボール：1回（2018年）